# Kanyakumari Wildlife Sanctuary
Kanyakumari Wildlife Sanctuary är ett viltreservat i Indien.   Det ligger i delstaten Tamil Nadu, i den södra delen av landet, 2 300 km söder om huvudstaden New Delhi.